# سیمون بتل
سیمون شـِریس بَتـِل (انگلیسی: Simone Sherise Battle؛ ‏ ۱۷ ژوئن ۱۹۸۹ – ۵ سپتامبر ۲۰۱۴) خواننده و بازیگر اهل ایالات متحده آمریکا بود. وی بین سال‌های ۲۰۰۶ تا ۲۰۱۴ میلادی فعالیت می‌کرد. جسد بتل در ۵ سپتامبر ۲۰۱۴، در سن ۲۵ سالگی، در اتاق خوابش در حالی که خود را حلق‌آویز کرده بود، پیدا شد. علت مرگ خودکشی اعلام شد. سخنگوی بتل اظهار داشت که او به دلیل مشکلات مالی از افسردگی رنج می‌برده است.
از فیلم‌ها یا مجموعه‌های تلویزیونی که وی در آن‌ها نقش داشته است، می‌توان به ایکس فاکتور اشاره نمود.